# Gwion-Gwion-Felsmalerei

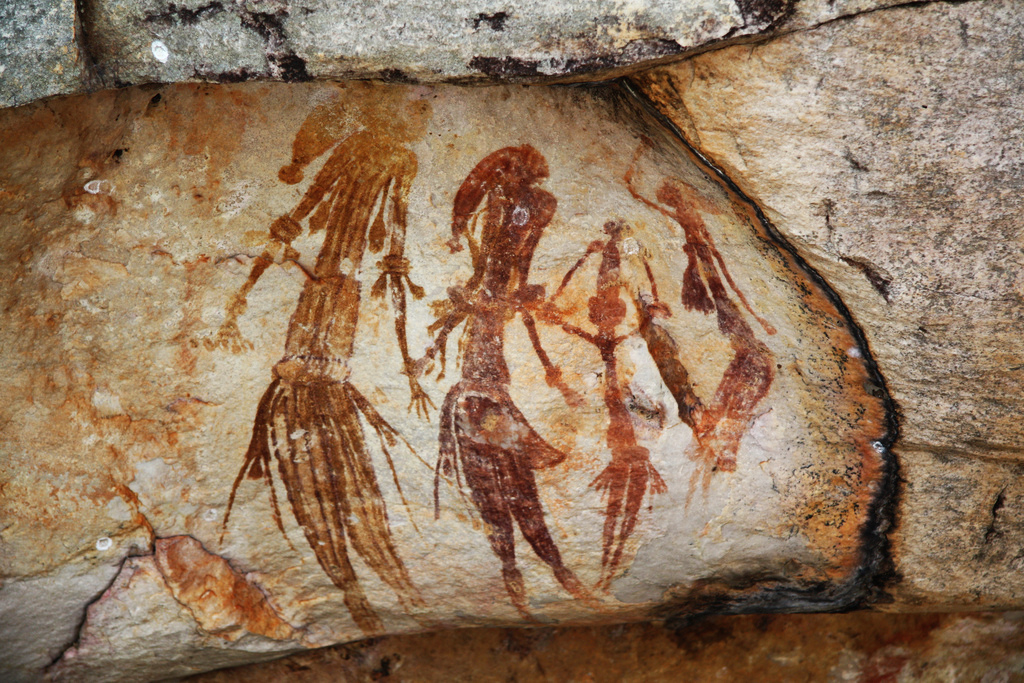
Bradshaw-Felsmalerei

Die Gwion-Gwion-Felsmalerei (englisch: Gwion Gwion rock art) ist eine Felsmalerei in den Kimberleys in Western Australia; sie zählt zur Kunst der Aborigines; einige Bilder sollen etwa 50.000 Jahre alt sein. Von dieser Felsmalerei berichtete erstmals Joseph Bradshaw, ein Siedler, der Land suchte, im Jahre 1891. Nach ihm wird sie auch Bradshaw-Felsmalerei genannt.

## Entstehung und Alter
Von dieser Malerei wird angenommen, dass es 100.000 Bilder in einem Gebiet von etwa 50.000 Quadratkilometern im nördlichen Australien gibt. Die Malerei ist auf eine besondere Weise abstrahiert, so dass sie zu zahlreichen Interpretationen Anlass gab. Die Figuren sind stets zwischen 25 cm und 30 cm lang. Sie haben langen Kopfschmuck, Lendenschurz und dieselben Bumerangs und mit Widerhaken besetzte Speere. Speere dieser Art werden von Aborigines in der Kimberly-Region in den letzten 3000 Jahren nicht mehr verwendet. In den Erzählungen der Traumzeit der Aborigines wurden diese Bilder von Vögeln gemalt, wobei sie ihre eigenen Federn und ihr Blut zum Malen verwendeten. Die Aborigines der Region nennen sie Gwion Gwion.
Es war schwierig, das Alter der Malerei, die mit anorganischen Pigmenten hergestellt wurde, zu bestimmen. Erst 1996 untersuchte Grahame Walsh eine dem Bradshaw-Stil zugeordnete Malerei mittels eines prähistorischen Wespennestes, das sich auf dieser Zeichnung befand, mittels Thermoluminiszensanalyse und konnte sie auf ein Alter von etwa 17.000 Jahren beziffern.